# Le Freak
Le Freak is een nummer van de Amerikaanse band Chic. Het nummer verscheen op hun album C'est Chic uit 1978. Op 21 september van dat jaar werd het nummer in de VS, Canada en Oceanië uitgebracht als de eerste single van het album. Europa en Japan volgden in november 1978.

## Achtergrond
Le Freak is geschreven en geproduceerd door bandleden Bernard Edwards en Nile Rodgers. Het nummer ontstond op nieuwjaarsdag 1977, toen de twee door Grace Jones waren uitgenodigd in de roemruchte club Studio 54. Jones was echter vergeten om dit door te geven aan het personeel, waardoor Edwards en Rodgers niet naar binnen werden gelaten. Rodgers vertelde in een interview dat de uitsmijter "fuck off!" tegen hen riep toen hij de deur in hun gezicht dichtsloeg. Oorspronkelijk zou de tekst van het refrein ook "fuck off" luiden, maar Rodgers was bang dat dit niet zou worden toegestaan op de radio. Hij veranderde het eerst naar "freak off", maar dat klonk volgens hem niet goed, dus maakte hij er "freak out" van. In een ander deel van de tekst wordt gerefereerd aan het nummer Stompin' at the Savoy van Edgar Sampson.
Le Freak was de eerste plaat  die in thuisland de Verenigde Staten driemaal op de nummer 1-positie positie van de Billboard Hot 100 terechtkwam. Dit record bleef tot 2008 ongeëvenaard, toen Leona Lewis driemaal de nummer 1-positie plaats behaalde met Bleeding Love. In 2018 werd het record verbroken toen Drake voor de vierde keer op de nummer 1-positie stond met Nice for What. Ook in andere landen werd Le Freak een grote hit; in Australië, Canada, Nieuw-Zeeland en Zuid-Afrika kwam de plaat eveneens op de nummer 1-positie terecht, maar in het Verenigd Koninkrijk kwam de plaat niet verder dan de 7e positie in de UK Singles Chart.
In Nederland werd de plaat veel gedraaid op Hilversum 3 en werd een grote hit. De plaat bereikte de 2e positie in de Nederlandse Top 40, de 3e positie in de destijds nieuwe hitlijst bij de TROS op Hilversum 3, de TROS Top 50  en de 5e positie in de Nationale Hitparade. In de Europese hitlijst op Hilversum 3, de TROS Europarade, werd de 2e positie bereikt. 
In België bereikte de plaat de 2e positie in zowel de voorloper van de Vlaamse Ultratop 50 als de Vlaamse Radio 2 Top 30. 
In 2018 werd de plaat opgenomen in het National Recording Registry.

## Jack Le Freak
In oktober 1987 werd een acid-house-remix van Le Freak uitgebracht onder de titel Jack Le Freak. Deze versie bereikte in het Verenigd Koninkrijk de 19e positie in de UK Singles Chart.
In Nederland bereikte deze versie de 8e positie in de Nederlandse Top 40 en de 6e positie in de Nationale Hitparade Top 100.
In België werd de 17e positie bereikt in zowel de voorloper van de Vlaamse Ultratop 50 als de Vlaamse Radio 2 Top 30. 

## In soundtracks
In 1998 brachten MC Lyte en Nicci Gilbert een cover van het nummer uit voor de soundtrack van de film Woo. De originele versie van het nummer is gebruikt in de films Heavyweights, The Last Days of Disco, Mystery Men, 102 Dalmatiërs, Dickie Roberts: Former Child Star, Shrek 2, It's Pat!, Son of the Mask, Roll Bounce, Diary of a Wimpy Kid, Furry Vengeance, Toy Story 3, Super 8, Buddy en Think Like a Man Too.

## Hitnoteringen

### Le Freak

#### Nederlandse Top 40
| Hitnotering: 16-12-1978 t/m 17-03-1979 | Hitnotering: 16-12-1978 t/m 17-03-1979 | Hitnotering: 16-12-1978 t/m 17-03-1979 | Hitnotering: 16-12-1978 t/m 17-03-1979 | Hitnotering: 16-12-1978 t/m 17-03-1979 | Hitnotering: 16-12-1978 t/m 17-03-1979 | Hitnotering: 16-12-1978 t/m 17-03-1979 | Hitnotering: 16-12-1978 t/m 17-03-1979 | Hitnotering: 16-12-1978 t/m 17-03-1979 | Hitnotering: 16-12-1978 t/m 17-03-1979 | Hitnotering: 16-12-1978 t/m 17-03-1979 | Hitnotering: 16-12-1978 t/m 17-03-1979 | Hitnotering: 16-12-1978 t/m 17-03-1979 | Hitnotering: 16-12-1978 t/m 17-03-1979 | Hitnotering: 16-12-1978 t/m 17-03-1979 |
| Week                                   | 1                                      | 2                                      | 3                                      | 4                                      | 5                                      | 6                                      | 7                                      | 8                                      | 9                                      | 10                                     | 11                                     | 12                                     | 13                                     |                                        |
| -------------------------------------- | -------------------------------------- | -------------------------------------- | -------------------------------------- | -------------------------------------- | -------------------------------------- | -------------------------------------- | -------------------------------------- | -------------------------------------- | -------------------------------------- | -------------------------------------- | -------------------------------------- | -------------------------------------- | -------------------------------------- | -------------------------------------- |
| Positie                                | 31                                     | 19                                     | 11                                     | 8                                      | 6                                      | 4                                      | 2                                      | 2                                      | 3                                      | 5                                      | 14                                     | 23                                     | 35                                     | uit                                    |

#### Nationale Hitparade
| Hitnotering: 30-12-1978 t/m 24-03-1979 | Hitnotering: 30-12-1978 t/m 24-03-1979 | Hitnotering: 30-12-1978 t/m 24-03-1979 | Hitnotering: 30-12-1978 t/m 24-03-1979 | Hitnotering: 30-12-1978 t/m 24-03-1979 | Hitnotering: 30-12-1978 t/m 24-03-1979 | Hitnotering: 30-12-1978 t/m 24-03-1979 | Hitnotering: 30-12-1978 t/m 24-03-1979 | Hitnotering: 30-12-1978 t/m 24-03-1979 | Hitnotering: 30-12-1978 t/m 24-03-1979 | Hitnotering: 30-12-1978 t/m 24-03-1979 | Hitnotering: 30-12-1978 t/m 24-03-1979 | Hitnotering: 30-12-1978 t/m 24-03-1979 | Hitnotering: 30-12-1978 t/m 24-03-1979 | Hitnotering: 30-12-1978 t/m 24-03-1979 |
| Week                                   | 1                                      | 2                                      | 3                                      | 4                                      | 5                                      | 6                                      | 7                                      | 8                                      | 9                                      | 10                                     | 11                                     | 12                                     | 13                                     |                                        |
| -------------------------------------- | -------------------------------------- | -------------------------------------- | -------------------------------------- | -------------------------------------- | -------------------------------------- | -------------------------------------- | -------------------------------------- | -------------------------------------- | -------------------------------------- | -------------------------------------- | -------------------------------------- | -------------------------------------- | -------------------------------------- | -------------------------------------- |
| Positie                                | 28                                     | 16                                     | 7                                      | 7                                      | 6                                      | 5                                      | 7                                      | 6                                      | 7                                      | 13                                     | 23                                     | 30                                     | 39                                     | uit                                    |

#### TROS Top 50
Hitnotering: 07-12-1978 t/m 15-03-1979. Hoogste notering: #3 (3 weken).

#### TROS Europarade
Hitnotering: 30-12-1978 t/m 26-04-1979. Hoogste notering: #2 (1 week).

#### NPO Radio 2 Top 2000
| Nummer met noteringen in de NPO Radio 2 Top 2000 | '99 | '00 | '01 | '02  | '03  | '04 | '05  | '06  | '07  | '08  | '09  | '10  | '11  | '12  | '13  | '14  | '15  | '16 | '17  | '18  | '19  | '20  | '21  | '22  | '23  |
| ------------------------------------------------ | --- | --- | --- | ---- | ---- | --- | ---- | ---- | ---- | ---- | ---- | ---- | ---- | ---- | ---- | ---- | ---- | --- | ---- | ---- | ---- | ---- | ---- | ---- | ---- |
| Le Freak                                         | 845 | 861 | 980 | 1259 | 1533 | 915 | 1444 | 1361 | 1326 | 1263 | 1933 | 1583 | 1838 | 1693 | 1172 | 1153 | 1330 | 968 | 1318 | 1522 | 1647 | 1465 | 1584 | 1803 | 1660 |

1. ↑  Een vetgedrukt getal geeft de hoogste notering aan.
2. ↑  Deze tabel is bijgewerkt tot en met de laatste editie (2024).

### Jack Le Freak

#### Nederlandse Top 40
| Hitnotering: 14-11-1987 t/m 26-12-1987 | Hitnotering: 14-11-1987 t/m 26-12-1987 | Hitnotering: 14-11-1987 t/m 26-12-1987 | Hitnotering: 14-11-1987 t/m 26-12-1987 | Hitnotering: 14-11-1987 t/m 26-12-1987 | Hitnotering: 14-11-1987 t/m 26-12-1987 | Hitnotering: 14-11-1987 t/m 26-12-1987 | Hitnotering: 14-11-1987 t/m 26-12-1987 | Hitnotering: 14-11-1987 t/m 26-12-1987 |
| Week                                   | 1                                      | 2                                      | 3                                      | 4                                      | 5                                      | 6                                      | 7                                      |                                        |
| -------------------------------------- | -------------------------------------- | -------------------------------------- | -------------------------------------- | -------------------------------------- | -------------------------------------- | -------------------------------------- | -------------------------------------- | -------------------------------------- |
| Positie                                | 29                                     | 18                                     | 10                                     | 8                                      | 11                                     | 19                                     | 28                                     | uit                                    |

#### Nationale Hitparade Top 100
| Hitnotering: 24-10-1987 t/m 30-01-1988 | Hitnotering: 24-10-1987 t/m 30-01-1988 | Hitnotering: 24-10-1987 t/m 30-01-1988 | Hitnotering: 24-10-1987 t/m 30-01-1988 | Hitnotering: 24-10-1987 t/m 30-01-1988 | Hitnotering: 24-10-1987 t/m 30-01-1988 | Hitnotering: 24-10-1987 t/m 30-01-1988 | Hitnotering: 24-10-1987 t/m 30-01-1988 | Hitnotering: 24-10-1987 t/m 30-01-1988 | Hitnotering: 24-10-1987 t/m 30-01-1988 | Hitnotering: 24-10-1987 t/m 30-01-1988 | Hitnotering: 24-10-1987 t/m 30-01-1988 | Hitnotering: 24-10-1987 t/m 30-01-1988 | Hitnotering: 24-10-1987 t/m 30-01-1988 | Hitnotering: 24-10-1987 t/m 30-01-1988 | Hitnotering: 24-10-1987 t/m 30-01-1988 |
| Week                                   | 1                                      | 2                                      | 3                                      | 4                                      | 5                                      | 6                                      | 7                                      | 8                                      | 9                                      | 10                                     | 11                                     | 12                                     | 13                                     | 14                                     |                                        |
| -------------------------------------- | -------------------------------------- | -------------------------------------- | -------------------------------------- | -------------------------------------- | -------------------------------------- | -------------------------------------- | -------------------------------------- | -------------------------------------- | -------------------------------------- | -------------------------------------- | -------------------------------------- | -------------------------------------- | -------------------------------------- | -------------------------------------- | -------------------------------------- |
| Positie                                | 64                                     | 48                                     | 26                                     | 15                                     | 12                                     | 6                                      | 6                                      | 12                                     | 16                                     | 23                                     | 36                                     | 47                                     | 62                                     | 95                                     | uit                                    |